# David Muñoz (Rennfahrer)
David Muñoz Rodríguez (* 15. Mai 2006 in Brenes) ist ein spanischer Motorradrennfahrer.

## Statistik

### Erfolge
- 2 Grand-Prix-Siege

### In der Motorrad-Weltmeisterschaft
(Stand: Großer Preis von Österreich, 17. August 2025)
| Saison | Klasse | Team                          | Motorrad | Rennen | Siege | Zweiter | Dritter | Poles | Schn. Runden | Punkte | Ergebnis |
| ------ | ------ | ----------------------------- | -------- | ------ | ----- | ------- | ------- | ----- | ------------ | ------ | -------- |
| 2022   | Moto3  | Boé Motorsports               | KTM      | 13     | –     | 1       | 1       | –     | 1            | 93     | 13.      |
| 2023   | Moto3  | Boé Motorsports               | KTM      | 17     | –     | 1       | 1       | 1     | –            | 113    | 10.      |
| 2024   | Moto3  | Boé Motorsports               | KTM      | 20     | –     | 2       | 2       | –     | –            | 172    | 5.       |
| 2025   | Moto3  | Liqui Moly Dynavolt Intact GP | KTM      | 13     | 2     | 1       | 3       | 1     | 3            | 139    | 3.       |
| Gesamt | Gesamt | Gesamt                        | Gesamt   | 63     | 2     | 5       | 7       | 2     | 4            | 517    |          |

Grand-Prix-Siege
| Saison | Klasse | Rennen                |
| ------ | ------ | --------------------- |
| 2025   | Moto3  | Aragonien Deutschland |

Einzelergebnisse
| Saison ! | 1        | 2           | 3           | 4         | 5          | 6          | 7                      | 8           | 9           | 10                     | 11          | 12                     | 13         | 14             | 15         | 16         | 17         | 18         | 19         | 20       | 21       | 22       |
| -------- | -------- | ----------- | ----------- | --------- | ---------- | ---------- | ---------------------- | ----------- | ----------- | ---------------------- | ----------- | ---------------------- | ---------- | -------------- | ---------- | ---------- | ---------- | ---------- | ---------- | -------- | -------- | -------- |
| 2022     | Katar    | Indonesien  | Argentinien | USA-Texas | Portugal   | Spanien    | Frankreich             | Italien     | Katalonien  | Deutschland            | Niederlande | Vereinigtes Konigreich | Osterreich | San Marino     | Aragonien  | Japan      | Thailand   | Australien | Malaysia   | \|\|     |          |          |
| 2022     |          |             |             |           |            |            |                        | 11          | 2           | 9                      | DNF         | DNF                    | 3          | 12             | 7          | 5          | 9          | 11         | DNF        | 7        |          |          |
| 2023     | Portugal | Argentinien | USA-Texas   | Spanien   | Frankreich | Italien    | Deutschland            | Niederlande | Kasachstan  | Vereinigtes Konigreich | Osterreich  | Katalonien             | San Marino | Indien         | Japan      | Indonesien | Australien | Thailand   | Malaysia   | Katar    | Valencia |          |
| 2023     | 2        | 16          | DNF         | DNS       | INJ        | INJ        | 12                     | 5           | C           | 5                      | 9           | DNF                    | 4          | 6              | 6          | 3          | DNF        | DNF        | 17         | 12       | 9        |          |
| 2024     | Katar    | Portugal    | USA-Texas   | Spanien   | Frankreich | Katalonien | Italien                | Niederlande | Deutschland | Vereinigtes Konigreich | Osterreich  | Aragonien              | San Marino | Emilia-Romagna | Indonesien | Japan      | Australien | Thailand   | Malaysia   | \|\|     |          |          |
| 2024     | 16       | 9           | 5           | 2         | DNF        | 5          | 5                      | 3           | 8           | 12                     | 2           | 7                      | DNF        | DNF            | 3          | 8          | 5          | 6          | 17         | 6        |          |          |
| 2025     | Thailand | Argentinien | USA-Texas   | Katar     | Spanien    | Frankreich | Vereinigtes Konigreich | Aragonien   | Italien     | Niederlande            | Deutschland | Tschechien             | Osterreich | Ungarn         | Katalonien | San Marino | Japan      | Indonesien | Australien | Malaysia | Portugal | Valencia |
| 2025     | DNF      | DNF         | DNF         | 6         | DNF        | 3          | DNF                    | 1           | 5           | 2                      | 1           | 3                      | 3          |                |            |            |            |            |            |          |          |          |

| Legende  | Legende            | Legende                                                          |
| Farbe    | Abkürzung          | Bedeutung                                                        |
| -------- | ------------------ | ---------------------------------------------------------------- |
| Gold     | –                  | Sieg                                                             |
| Silber   | –                  | 2. Platz                                                         |
| Bronze   | –                  | 3. Platz                                                         |
| Grün     | –                  | Platzierung in den Punkten                                       |
| Blau     | –                  | Klassifiziert außerhalb der Punkteränge                          |
| Violett  | DNF                | Rennen nicht beendet (did not finish)                            |
| Violett  | NC                 | nicht klassifiziert (not classified)                             |
| Rot      | DNQ                | nicht qualifiziert (did not qualify)                             |
| Rot      | DNPQ               | in Vorqualifikation gescheitert (did not pre-qualify)            |
| Schwarz  | DSQ                | disqualifiziert (disqualified)                                   |
| Weiß     | DNS                | nicht am Start (did not start)                                   |
| Weiß     | WD                 | zurückgezogen (withdrawn)                                        |
| Hellblau | PO                 | nur am Training teilgenommen (practiced only)                    |
| Hellblau | TD                 | Freitags-Testfahrer (test driver)                                |
| ohne     | DNP                | nicht am Training teilgenommen (did not practice)                |
| ohne     | INJ                | verletzt oder krank (injured)                                    |
| ohne     | EX                 | ausgeschlossen (excluded)                                        |
| ohne     | DNA                | nicht erschienen (did not arrive)                                |
| ohne     | C                  | Rennen abgesagt (cancelled)                                      |
| ohne     | keine WM-Teilnahme |                                                                  |
| sonstige | P/fett             | Pole-Position                                                    |
| sonstige | 1/2/3/4/5/6/7/8    | Punktplatzierung im Sprint-/Qualifikationsrennen                 |
| sonstige | SR/kursiv          | Schnellste Rennrunde                                             |
| sonstige | *                  | nicht im Ziel, aufgrund der zurückgelegten Distanz aber gewertet |
| sonstige | ()                 | Streichresultate                                                 |
| sonstige | unterstrichen      | Führender in der Gesamtwertung                                   |